# Bearhead Lake
Bearhead Lake är en sjö i Algoma District i provinsen Ontario i den sydöstra delen av Kanada. Bearhead Lake ligger 213 meter över havet. Sjön genomlöps av vattendraget Bearhead Creek som rinner söderut till Upper Cranberry Lake.